# Donna Reed
Pour les articles homonymes, voir Reed.
Donna Reed est une actrice américaine née le 27 janvier 1921 à Denison, Iowa (États-Unis) et morte le 14 janvier 1986 à Beverly Hills (Los Angeles). Les films comme La vie est belle, Le Portrait de Dorian Gray ou Tant qu'il y aura des hommes l'ont rendue célèbre. Elle est récompensée pour ce dernier film par l'Oscar du meilleur second rôle.

## Biographie
Donna Belle Mullenger est née le 27 janvier 1921 à Denison, Iowa. Elle est l'aînée d'une famille de cinq enfants. Son élection comme « Reine du Campus » de son lycée à 16 ans lui vaut de faire la une du Los Angeles Times. Sa grande beauté attire alors l'attention de nombreux agents et responsables de studios. Une belle carrière d'actrice démarre.
L'agence Feldman Blum engage la jeune Donna Reed et, après un essai pour le cinéma jugé remarquable, la prestigieuse MGM lui fait signer un contrat. Elle fait des débuts remarqués au cinéma, en 1941, avec des seconds rôles comme dans le thriller Shadow of the Thin Man (Rendez-vous avec la mort) avec William Powell et Myrna Loy, ou dans la comédie musicale Babes on Broadway (Débuts à Broadway) mettant en vedette Mickey Rooney et Judy Garland. Peu de temps après, elle décroche une succession de rôles de plus en plus importants dans des films grand public, tels que Calling Dr Gillespie (Le jeune Dr Kildare, 1942) et See Here, Private Hargrove (1944). En 1945, elle se distingue dans son rôle de Gladys Hallward dans l'adaptation cinématographique du roman d'Oscar Wilde Le Portrait de Dorian Gray, succès du box-office malgré des critiques mitigées.
Après plusieurs années passées aux studios MGM, associée au jeune premier Robert Walker ou dirigée par John Ford, Reed est prêtée aux films Frank Capra Liberté pour It's a Wonderful Life (La vie est belle, 1946). Ce film, devenu ensuite l'un des favoris de la télévision américaine à Noël, et où Reed joue le rôle de l'épouse de James Stewart (Mary Hatch Bailey), n'obtient pourtant qu'un succès d'estime au box-office. Dans son film suivant, elle doit rivaliser avec Lana Turner. Puis elle partage la vedette de films mineurs avec Alan Ladd ou John Derek, joue avec Randolph Scott dans un western et John Wayne dans une comédie dramatique et sportive, s'essaie même au film de pirates avec Le Pirate des sept mers.
L'actrice connaît alors une relative traversée du désert de plusieurs années. Cependant, en 1953, elle fait un retour remarqué lorsqu'elle est choisie pour le rôle important d'Alma, la prostituée du bastringue dans From Here to Eternity (Tant qu'il y aura des hommes). Mettant en vedette des acteurs talentueux tels Burt Lancaster, Montgomery Clift, Deborah Kerr et Frank Sinatra, le film remportera 8 Oscars, dont celui de meilleur second rôle pour Reed.
Donna tourne ensuite une comédie avec Jerry Lewis et Dean Martin, un thriller avec Dana Andrews, revient au western pour Bataille sans merci de Raoul Walsh face à Rock Hudson, et mis en scène par John Sturges Coup de fouet en retour au côté de Richard Widmark. Avec Elizabeth Taylor, elle participe à La Dernière Fois que j'ai vu Paris réalisé par Richard Brooks d'après F. Scott Fitzgerald. Elle interprète ensuite Sacagawea face à Charlton Heston dans la superproduction The Far Horizons (Horizons lointains) et l'épouse de Benny Goodman dans un biopic. Le suspense La Rançon, tourné en 1956, fera l'objet d'un remake avec Mel Gibson et Rene Russo. Mais dès 1958, le policier Le crime était signé avec Stewart Granger, blacklisté à Hollywood, la classe dans les has been.
En dépit de son Oscar, la carrière de Reed ne décolle pas vraiment. Donna, qui n’est apparue qu’à quatre reprises dans des séries télévisées jusque-là (dont un épisode dirigé par John Brahm, jouant avec Christopher Lee dans un autre), décide avec son mari Tony Owens de lancer leur propre société de production, les Productions Todon, et The Donna Reed Show (1958-66), une sitcom familiale où l'actrice incarne la mère-type des banlieues nord-américaines. Cette série lui vaudra quatre nominations aux Emmy Awards.
Après cette populaire série à la chaîne ABC, Donna Reed semble se retirer, n'apparaissant plus que dans un film tombé dans l'oubli, deux téléfilms dont elle tient la vedette, et deux épisodes de La croisière s'amuse où figure également Gene Kelly. En 1984 pourtant, elle signe un contrat de trois ans pour le rôle de Miss Ellie dans la très populaire série Dallas. Mais après une saison seulement, elle est congédiée sans ménagement de la série à succès, Barbara Bel Geddes ayant décidé de reprendre son rôle.
Le 14 janvier 1986, elle succombe à un cancer du pancréas diagnostiqué trois mois plus tôt et qui était déjà à un stade terminal. Fin 1985, elle avait été opérée pour des ulcères qui provoquaient des saignements, c'est à ce moment-là qu'elle a pu apprendre la présence d'une tumeur maligne et son pronostic vital. Elle préféra rentrer chez elle pour profiter en famille de son dernier Noël. Elle est enterrée au Westwood Village Memorial Park Cemetery à Los Angeles.

## Vie privée

### Mariages
- Mariée le 30-01-1943 au maquilleur William J. Tuttle - Divorcée en 1945.
- Mariée le 15-06-1945 au producteur Tony Owen - Divorcée en 1971. Ils eurent 4 enfants : Penny, Tony, Timothy et Mary.
- Mariée le 30-08-1974 à Grover Asmus - jusqu’à la mort de Donna.

## Filmographie

### Au cinéma
- 1941 : The Get-Away d'Edward Buzzell : Maria Theresa 'Terry' O'Reilly
- 1941 : L'Ombre de l'Introuvable (Shadow of the Thin Man) de W. S. Van Dyke : Molly

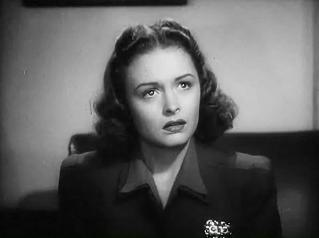
Rendez-vous avec la mort, 1941.

- 1941 : Débuts à Broadway (Babes on Broadway) de Busby Berkeley : la secrétaire de Jonesy
- 1942 : Personalities court métrage (non créditée)
- 1942 : The Bugle Sounds de S. Sylvan Simon : Sally Hanson
- 1942 : André Hardy fait sa cour (The Courtship of Andy Hardy) de George B. Seitz: Melodie Eunice Nesbit
- 1942 : Mokey : Anthea Delano
- 1942 : On demande le docteur Gillespie (Calling Dr. Gillespie) de Harold S. Bucquet  : Marcia Bradburn
- 1942 : Apache Trail de Richard Thorpe : Rosalia Martinez
- 1942 : Les Yeux dans les ténèbres (Eyes in the Night) de Fred Zinnemann : Barbara Lawry
- 1943 : Et la vie continue (The Human Comedy) de Clarence Brown : Bess Macauley
- 1943 : Dr. Gillespie's Criminal Case de Willis Goldbeck : Marcia Bradburn
- 1943 : Le Héros du Pacifique (The Man from Down Under) de Robert Z. Leonard  : Mary Wilson
- 1943 : Parade aux étoiles (Thousands cherr) de George Sidney : Cliente de Red Skelton Skit
- 1944 : See Here, Private Hargrove de Wesley Ruggles  : Carol Holliday
- 1944 : Gentle Annie d'Andrew Marton  : Mary Lingen
- 1945 : Le Portrait de Dorian Gray (The Picture of Dorian Gray) d'Albert Lewin : Gladys Hallward
- 1945 : Les Sacrifiés (They Were Expendable) de John Ford et Robert Montgomery : 2nd Lt. Sandy Davys

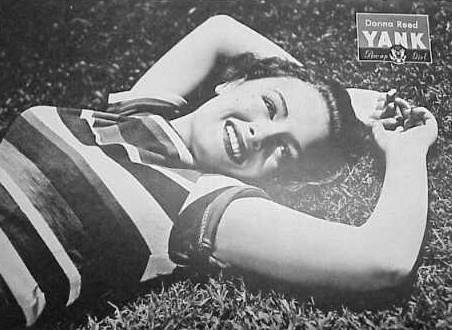
Donna Reed en 1945, Yank Magazine.

- 1946 : Cœurs fidèles (Faithful in My Fashion) de Sidney Salkow : Jean Kendrick
- 1946 : La vie est belle (It's a Wonderful Life) de Frank Capra : Mary Hatch Bailey
- 1947 : Le Pays du dauphin vert (Green Dolphin Street) de Victor Saville : Marguerite Patourel
- 1948 : Retour sans espoir (Beyond Glory) de John Farrow : Ann Daniels
- 1949 : Enquête à Chicago (Chicago Deadline) de Lewis Allen  : Rosita Jean D'Ur
- 1951 : Saturday's Hero de David Miller : Melissa
- 1952 : L'Inexorable Enquête (Scandal Sheet) de Phil Karlson : Julie Allison
- 1952 : Le Relais de l'or maudit (Hangman's Knot) de Roy Huggins : Molly
- 1953 : Un homme pas comme les autres (Trouble Along the Way) de Michael Curtiz : Alice Singleton
- 1953 : Le Pirate des sept mers (Raiders of the Seven Seas) de Sidney Salkow : Alida
- 1953 : Tant qu'il y aura des hommes (From Here to Eternity) de Fred Zinnemann : Alma Burke (Lorene)
- 1953 : Amour, Délices et Golf (The Caddy) de Norman Taurog : Kathy Taylor
- 1953 : Bataille sans merci (Gun Fury) de Raoul Walsh : Jennifer Ballard
- 1954 : La Ruée sanglante (They Rode West) de Phil Karlson : Laurie MacKaye
- 1954 : Trois Heures pour tuer (Three Hours to Kill) d'Alfred L. Werker : Laurie Hendricks
- 1954 : La Dernière Fois que j'ai vu Paris (The Last Time I Saw Paris) de Richard Brooks : Marion Ellswirth / Matine
- 1955 : Horizons lointains (The Far Horizons) de Rudolph Maté : Sacajawea
- 1955 : The Benny Goodman Story de Valentine Davies : Alice Hammond
- 1956 : La Rançon (Ransom !) d'Alex Segal : Edith Stannard
- 1956 : Coup de fouet en retour (Backlash) de John Sturges : Karyl Orton
- 1956 : Au sud de Mombasa (Beyond Mombasa) de George Marshall : Ann Wilson
- 1958 : Le crime était signé (The Whole Truth) de John Guillermin : Carol Poulton
- 1960 : Pepe  de George Sidney : (caméo)

### À la télévision
- 1958-1966 : The Donna Reed Show (série, 275 épisodes) : Donna Stone
- 1979 : The Best Place to Be de David Miller (téléfilm) : Sheila Callahan
- 1983 : Deadly Lessons de William Wiard (téléfilm) : Miss Wade
- 1984 : La croisière s'amuse (The Love Boat) (série, 2 épisodes)
- 1984-1985 : Dallas (feuilleton, 24 épisodes) : Eleanor Ewing